# Пшінчине
Пші́нчине —  село в Україні,  Сумській області, Роменському районі. Населення становить 70 осіб. Входить до складу Хмелівської сільської громади. До 2020 орган місцевого самоврядування - Басівська сільська рада. Назва походить від слова Пшінька, жив пан і його дражнили Пшінька.

## Географія
Село Пшінчине розташоване на правому березі річки Хмелевка, вище за течією на відстані 0.5 км розташоване село Басівка, нижче за течією 0.5 км розташоване село Великі Будки, на протилежному березі - село Заріччя.

## Історія
Село постраждало внаслідок геноциду українського народу, проведеного урядом СССР 1923-1933 та 1946-1947 роках.
12 червня 2020 року, відповідно до розпорядження Кабінету Міністрів України № 723-р «Про визначення адміністративних центрів та затвердження територій територіальних громад Сумської області», село увійшло до складу Хмелівської сільської громади.
19 липня 2020 року, в результаті адміністративно-територіальної реформи та ліквідації Роменського району(1930-2020), громада увійшла до складу новоутвореного Роменського району.